# Hekistolampis
Hekistolampis är ett släkte av insekter. Hekistolampis ingår i familjen Romaleidae.
Kladogram enligt Catalogue of Life:
| Hekistolampis | \| \| Hekistolampis andeana \| \| \| \| \| \| Hekistolampis cordillerae \| \| \| \| |
|               | \| \| Hekistolampis andeana \| \| \| \| \| \| Hekistolampis cordillerae \| \| \| \| |
|               | Hekistolampis andeana                                                               |
|               |                                                                                     |
|               | Hekistolampis cordillerae                                                           |
|               |                                                                                     |